# The Hollywood Hall of Shame
The Hollywood Hall of Shame è un libro del 1984 scritto dal critico cinematografico Michael Medved e da suo fratello Harry Medved dedicato ai maggiori "disastri finanziari" della storia del cinema statunitense. Gli autori avevano già pubblicato in precedenza due titoli simili dedicati ai peggiori film di sempre: The Fifty Worst Films of All Time (1978), e The Golden Turkey Awards (1980).
La sezione principale del libro prende in esame in dettaglio una piccola selezione di celebri fallimenti, descrivendo i vari problemi finanziari e di produzione nella travagliata lavorazione di film ad alto budget poi rivelatisi dei flop al botteghino. Una sezione aggiuntiva intitolata The Basement Collection getta uno sguardo su altri disastri finanziari del mondo del cinema non presi in esame nella sezione precedente del libro.

## Lista
- Silent But Deadly
  - Intolerance (1916)
  - Quo vadis? (Quo Vadis?) (1924)
  - L'arca di Noè (1928)
- The Titans and Their Toys
  - Caino e Adele (Cain and Mabel) (1936)
  - Il tesoro sommerso (Underwater!) (1955)
  - Il conquistatore (The Conqueror) (1956)
- Fascist Follies
  - Scipione l'Africano (Scipio Africanus: The Defeat of Hannibal) (1937)
  - La cittadella degli eroi (Kolberg) (1945)
- Disastrous Debuts
  - Hello, Everybody! (1933) (inedito in Italia)
  - Sogno d'amore (Sincerely Yours) (1955)
- Star-crossed Lovers
  - Hotel Imperial (1939)
  - Operazione Crêpes Suzette (Darling Lili) (1970)
- The Elizabeth Taylor Wing
  - Cleopatra (1963)
  - La scogliera dei desideri (Boom!) (1969)
  - L'unico gioco in città (The Only Game in Town) (1970)
- Child Abuse
  - Il favoloso dottor Dolittle (Doctor Dolittle) (1967)
  - Il giardino della felicità (The Blue Bird) (1976)
- Prophets and Losses
  - La più grande storia mai raccontata (The Greatest Story Ever Told) (1965)
  - Il messaggio (Mohammad: Messenger of God) (1977)
- Musical Extravaganzas
  - La ballata della città senza nome (Paint Your Wagon) (1969)
  - Can't Stop the Music (1980) (inedito in Italia)
- Delusions of Grandeur
  - I cancelli del cielo (Heaven's Gate) (1980)
  - Inchon (1982)

## The Basement Collection
Mentre la sezione principale del libro prende in esame quelle pellicole ritenute dagli autori interessanti dal punto di vista della produzione e delle circostanze storiche, The Basement Collection è una lista oggettiva dei maggiori disastri finanziari di Hollywood. Il libro venne pubblicato nel 1984, in un'epoca nella quale il fallimento di pellicole ad alto budget era cosa ancora inusuale.
The Basement Collection include:
- Annie (1982)
- Finalmente arrivò l'amore (At Long Last Love) (1975)
- La Bibbia (The Bible: In the Beginning) (1966)
- Un mercoledì da leoni (Big Wednesday) (1978)
- James Bond 007 - Casino Royale (Casino Royale) (1967)
- Il circo e la sua grande avventura (Circus World) (1964)
- Il drago del lago di fuoco (Dragonslayer) (1981)
- L'esorcista II - L'eretico (Exorcist II: The Heretic) (1977)
- Il grande Gatsby (The Great Gatsby) (1974)
- Crazy runners - quei pazzi pazzi sulle autostrade (Honky Tonk Freeway) (1981)
- Il pilota razzo e la bella siberiana (Jet Pilot) (1951–57)
- Gli ultimi giorni di Pompei (The Last Days of Pompeii) (1926)
- Mame (1974)
- L'uomo della Mancha (Man of La Mancha) (1972)
- Meteor (1979)
- Gli ammutinati del Bounty (Mutiny on the Bounty) (1962)
- 1941 - Allarme a Hollywood (1941) (1979)
- Un sogno lungo un giorno (One from the Heart) (1982)
- Ragtime (1981)
- Recuperate il Titanic! (Raise the Titanic!) (1980)
- Reds (1981)
- Il salario della paura (Sorcerer) (1977)
- Un giorno... di prima mattina (Star!) (1968)
- Swarm (The Swarm) (1978)
- Tora! Tora! Tora! (1970)
- Waterloo (1970)
- Ormai non c'è più scampo (When Time Ran Out) (1980)